# Panic x Panic
Panic x Panic (ぱにっくXぱにっく?, Panikku X Panikku) è un manga shōjo di Mika Kawamura, serializzato nella rivista Nakayoshi della Kōdansha nel 2005, per poi essere raccolto in due tankōbon. In Italia i due volumi sono stati pubblicati da Play Press Publishing dal luglio all'agosto 2006; nella seconda edizione, invece, sono stati raccolti in un unico tankobon.

## Trama
Dopo duemila anni, il sigillo posto sulla porta tra il mondo dei demoni e quello umano si spezza, portando i mostri a dilagare tra la popolazione terrestre. I tredicenni Mitsuki Kamishiro, figlia di un sacerdote shintoista, e Kakeru Kuon, residente in una chiesa con il padre prete, sono i discendenti dei sacerdoti che in tempi antichi imposero il sigillo e gli unici in grado di fermare i demoni. Pur detestandosi, Mitsuki e Kakeru uniscono le forze per ripristinare le gemme del sigillo e impedire che i demoni cerchino, come duemila anni prima, di conquistare la Terra.

### I segreti dei ragazzi
È una storia breve presente alla fine del primo volume. Spinta dalle amiche, Chika decide di prendere il posto del fratello gemello in un'uscita di gruppo con gli amici di lui per scoprire che cosa piace ai ragazzi e riuscire, così, a trovare un fidanzato.

### Celebrità per un giorno
È una storia breve presente alla fine del secondo volume. L'adolescente Shina viene scambiata per la famosa attrice Ai dall'idol You a causa di una parrucca messale da un'amica. La ragazza passa così un intero pomeriggio insieme a lui.

## Personaggi
Mitsuki Kamishiro (神代巫月?, Kamishiro Mitsuki)
Ha 13 anni, è nata il 2 aprile ed è dell'Ariete. Vive in un tempio shintoista insieme al padre Benkei, mentre la madre è morta cinque anni prima. Sigilla i demoni servendosi di un talismano a forma di cuore rosa e di un bastone da preghiera. Energica e ammirata da tutti i maschi della scuola, litiga ogni giorno con Kakeru, che conosce fin dall'infanzia. Dopo aver scoperto che da piccoli erano amici, comincia a innamorarsi di lui. Ama la cucina europea.
Kakeru Kuon (久遠架?, Kuon Kakeru)
Ha 13 anni, è nato il 2 aprile ed è dell'Ariete. Vive in una chiesa con il padre Rei, mentre la madre è morta di malattia quando lui era piccolo. È bravo nello sport e nello studio, e, essendo anche bello, è l'idolo di tutte le ragazze della scuola, a parte Mitsuki. Sigilla i demoni servendosi di crocifisso, Bibbia e acqua santa.
Kuroha (黒羽?, Kuroha)
La principessa del mondo dei demoni, s'innamora di Kakeru e si finge un maschio per diventare sua amica e conquistarlo. Usa i corvi come suoi servitori ed è in grado di ipnotizzare gli esseri umani. Viene infine sconfitta dagli sforzi congiunti di Kakeru e Mitsuki, che interrompono il matrimonio tra lei e il ragazzo ipnotizzato.
Maju Daitokuji (大徳寺真珠?, Daitokuji Maju)
Ha 12 anni, è nata l'8 giugno ed è dei Gemelli. Una ragazza ricca, è innamorata di Kakeru e gli predice il futuro tutti i giorni con i Tarocchi. Quando viene posseduta da Miao Miao, le sue predizioni si avverano sempre.
Kiba Oogami (大神牙?, Oogami Kiba)
Un nuovo studente, in realtà è un lupo mannaro arrivato nel mondo umano quando si è rotto il sigillo. Inizialmente cerca di vendicarsi di Mitsuki e Kakeru, ma poi s'innamora della ragazza. Se si agita gli spuntano coda e orecchie, e ha il potere d'influenzare le persone, facendo fare loro quello che vuole.
Manta Aoi (万太?, Manta)
Ha 12 anni, è nato il 20 marzo ed è dei Pesci. Compagno di classe di Mitsuki e Kakeru, ama i mostri e fa parte del club dell'occulto.
Miao Miao (ミーコ?, Mīko)
Un demone gatto nero, molti secoli prima s'innamorò di Hijiri Kuon quando lui la salvò da alcuni bambini che la tormentavano. Cominciò a desiderare di poter diventare umana per conquistarlo, finché non venne esaudita. Tuttavia, essendo rinata nel tempo moderno, Hijiri è morto: di conseguenza, sposta le sue attenzioni su Kakeru, cercando di tenere lontana Mitsuki da lui.
Benkei Kamishiro
Ha 39 anni, è nato il 25 ottobre ed è dello Scorpione. Il padre di Mitsuki, è vedovo da cinque anni ed è il sacerdote di un tempio shintoista che si trova proprio di fronte alla chiesa dei Kuon. È pelato e detesta Rei Kuon.
Rei Kuon
Ha 39 anni, è nato il 29 dicembre ed è del Capricorno. Il padre di Kakeru, sua moglie è morta di malattia quando il figlio era piccolo. È un prete e detesta Benkei Kamishiro.

## Manga
| Nº | Titolo italiano Giapponese 「Kanji」 - Rōmaji                 | Data di prima pubblicazione         | Data di prima pubblicazione |
| Nº | Titolo italiano Giapponese 「Kanji」 - Rōmaji                 | Giapponese                          | Italiano                    |
| 1  | Panic x Panic 1 「ぱにっくXぱにっく 1」 - Panikku x Panikku 1 | 5 agosto 2005 ISBN 4-06-364086-8    | 10 luglio 2006              |
| 2  | Panic x Panic 2 「ぱにっくXぱにっく 2」 - Panikku x Panikku 2 | 26 dicembre 2005 ISBN 4-06-364099-X | 3 agosto 2006               |